# Дриопитеки
Дриопите́ки (лат. Dryopithecus, от греч. δρυός — дерево и πίθηκος — обезьяна) — род вымерших человекообразных обезьян, известный по ряду останков, найденных в Восточной Африке и Евразии. Жили во времена миоцена, примерно 12—9 миллионов лет назад. Вероятно, в этот род входит общий предок горилл, шимпанзе и людей. Гиббоновые (гиббоны, хулоки, номаскусы и сиаманги), как и орангутаны, согласно молекулярным данным, отделились ранее. Нижняя челюсть с зубами и плечевая кость дриопитека (Dryopithecus fontani) были найдены во Франции в 1856 году учёным Ларте. Некоторые части больших коренных зубов являются характерными для дриопитеков и гоминид в целом. Позднее останки дриопитеков были найдены в Венгрии (рудапитек), Испании (испанопитек) и в Китае.
Начав эволюционировать в южной части Восточно-Африканской рифтовой долины (афропитек), предок дриопитека распространился по всему Африканскому континенту и Аравии (гелиопитек), проник в Азию и Европу (грифопитек). В длину он был 60 см и, возможно, имел более длинные передние конечности, с помощью которых передвигался с ветки на ветку, как современные орангутаны и гиббоновые. Объём мозга составлял у дриопитеков 305 см³ (RUD 197—200) — 320 см³ (RUD 77). Множественные реконструкции RUD 200 дают средний эндокраниальный объём 234 см³ (от 221 до 247 см³). RUD 200 больше всего похож на африканских человекообразных обезьян по общей форме черепа, но при статистическом анализе эндокраниальной формы образец ближе всего к существующим гилобатидам.

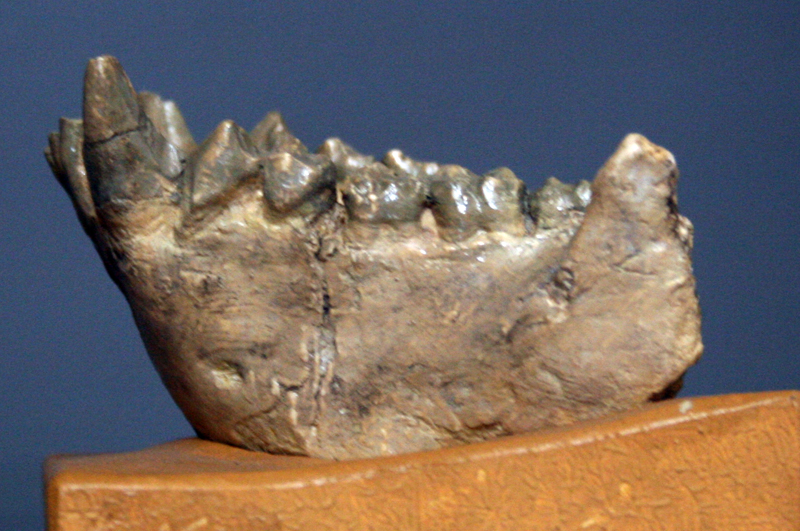
Нижняя челюсть Dryopithecus fontani, вид спереди

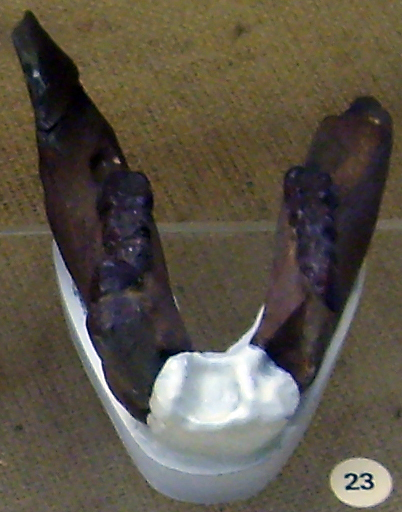
Фрагмент нижней челюсти вида Dryopithecus fontani из Франции (средний миоцен, 11,5 млн л. н.)

Дриопитеки обитали на деревьях и питались, вероятно, ягодами и фруктами, так как найденные коренные зубы покрыты очень тонким слоем эмали.
Возможно родственны дриопитекам находки из Каталонии: анойяпитек (Anoiapithecus brevirostris), схожий и с афропитеком, и с современными человекообразными, и пиеролапитек (Pierolapithecus catalaunicus). Иногда к роду Dryopithecus относят удабнопитека (Udabnopithecus garedziensis) из Грузии.
Учёные полагают, что для дриопитеков был характерен стадный образ жизни.
Некоторые авторы на основе особенностей скелета особей видов Dryopithecus brancoi и Dryopithecus laietanus высказывали предположения о бипедализме рудапитека и испанопитека, что, однако, не было подтверждено другими исследованиями. В 2019 году повторные исследования подтвердили версию о приспособленности венгерских рудапитеков (Rudapithecus hungaricus) к вертикальному лазанию с хватанием за низко расположенные ветки. Способностью передвигаться на прямых ногах обладал также родственный дриопитекам данувий, найденный на юге Германии.
Сравнение морфологических особенностей полукружных каналов внутреннего уха Rudapithecus и Hispanopithecus показало, с одной стороны, такие большие различия, что было оправдано отнесение этих окаменелостей к разным родам. В то же время изучение их органов равновесия подтвердило филогенетическую близость обоих видов к гориллам и шимпанзе, то есть их классификацию как больших человекообразных обезьян (Hominidae), а также явную удалённость от орангутангов. Вестибулярные морфологии Homininae плезиоморфны, поэтому не свидетельствуют окончательно ни в пользу статуса Rudapithecus и Hispanopithecus как гоминин, ни как стволовых гоминид.
Исследование особенностей миоценовых дриопитецин Пиренейского полуострова показывает, что зубы Dryopithecus, Pierolapithecus, Anoiapithecus и Hispanopithecus демонстрируют морфологические различия, соответствующие о их принадлежности к разным родам.